# او-۱۳۱ (کریگس‌مارینه)
زیردریایی یو-۱۳۱ (۱۹۴۱) (به انگلیسی: German submarine U-131 (1941)) یک زیردریایی بود که طول آن ۷۶٫۷۶ متر (۲۵۱ فوت ۱۰ اینچ) و ارتفاع آن ۹٫۶ متر (۳۱ فوت ۶ اینچ) بود. این زیردریایی در سال ۱۹۴۱ ساخته شد.